# Књижевна критика
Књижевна критика је дисциплина науке о књижевности која се бави описивањем, тумачењем и процењивањем појединог књижевног дела или аутора, на основу оруђа, термина и појмова које јој дају теорија књижевности и естетика. Циљ књижевне критике је да читаоцу омогући потпуније уживање и увид у значење дела. На тај начин се олакшава рецепција и разумевање дела и његовог аутора.
Књижевна критика се може поделити у две велике групе:
- Новинарска критика се објављује у дневним, недељним, месечним или периодичним новинама, часописима и сличним публикацијама, са циљем да читаоцима представи најновија књижевна дела или њихова поновљена издања и оцени њихову вредност.

- Академска критика, коју пишу стручна лица, објављује се у специјализованим часописима или као засебна монографија и намењена је научницима и ужем кругу читалаца. Предмет ове врсте критике увек су канонски текстови или ремек-дела светске књижевности. Акценат у њима није на вредновању, већ на анализи и интерпретацији књижевног текста.

Књижевни критичари не би требало да се строго придржавају неке књижевне теорије, да буду догматични, већ да критику начине научном и активистичком дисциплином, што она у својој бити и јесте, стварајући простор за нове импулсе које књижевно дело поседује.
Од наших критичара најпознатији и најутицајнији за живота, а и после тога, био је Јован Скерлић.